# Чубай, Григорий Петрович

Памятник на могиле Григория Чубая на Лычаковском кладбище (Львов)

Григорий Петрович Чубай (укр.  Григорій Петрович Чубай, 23 января 1949, Березины — 16 мая 1982, Львов) — украинский поэт и переводчик, один из наиболее ярких представителей львовского андерграунда 1970-х годов.

## Биография
Пытался поступить в Киевский государственный университет, но не был принят после публичного выступления у памятника Шевченко в столице. Работал в Радивилове. Переехал во Львов, где сблизился с правозащитниками братьями Михаилом и Богданом Горынями, Вячеславом Черноволом, композитором и певцом Виктором Морозовым. Попал под наблюдение КГБ, подвергался обыскам и арестам. В 1970 создал один из первых журналов украинского самиздата Скрыня. Трудился грузчиком, строительным рабочим, в том числе — в Сибири.
В 1979 поступил в Литературный институт в Москве, занимался в семинаре Анатолия Жигулина, который высоко ценил его стихи. Умер, не закончив третьего курса. Похоронен на Сиховском кладбище, в 1995 прах перезахоронен на Лычаковском кладбище, в 2007 на могиле установлен памятник.
Сын — Тарас Чубай (род. 1970), поэт, композитор, исполнитель, лидер рок-группы Плач Иеремии.

## Творчество и наследие
При жизни публиковался только в самиздате и за рубежом. Посмертно на Украине были опубликованы книги его стихотворений Говорить, молчать и говорить снова (1990), Плач Иеремии (1999). Переводил поэзию с испанского, польского, чешского и русского языков.